# Стив Харви
Бродерик Стивън Харви старши (роден на 17 януари 1957 г.) е американски телевизионен водещ, продуцент, актьор и комик. Той е водещ на The Steve Harvey Morning Show, Family Feud, Celebrity Family Feud, бивш водещ на състезанието Мис Вселена, Family Feud Africa и на съдебното комедийно шоу Judge Steve Harvey.

## Биография
Харви започва кариерата си като комик, изпълнява стендъп комедия в началото на 1980-те години и е домакин на Showtime at the Apollo и The Steve Harvey Show на The WB. По-късно той бива представен в The Original Kings of Comedy след участие в Kings of Comedy Tour. Последното му стендъп шоу е през 2012 г.
Като автор Стив Харви е написал четири книги, включително неговия бестселър „Действай като жена, мисли като мъж“, който е публикуван през март 2009 г.
През 2017 г. Харви основава Steve Harvey Global, развлекателна компания, в която се помещава продуцентската му компания East 112 и различни други начинания. Той стартира африканска версия на Family Feud и също инвестира в придобиването на HDNet заедно с Anthem Sports and Entertainment. Той и съпругата му Марджори са основатели на Фондация Стив и Марджори Харви, организация с нестопанска цел, фокусирана върху образованието на младежта.
Той е седемкратен носител на Daytime Emmy Award, двукратен носител на награда Marconi и 14-кратен носител на NAACP Image Award в различни категории.

## Ранен живот и образование
Стив Харви е роден като Бродерик Стивън Харви старши на 17 януари 1957 г. в Уелч, Западна Вирджиния, и е син на Джеси Харви, миньор, и Елоиз Вера.
Първото му име е Бродерик, кръстен на актьора Бродерик Крауфорд от телевизионния сериал „Highway Patrol“. Като дете Харви има тежък проблем със заекването, който в крайна сметка преодолява. Семейството на Харви се премества в Кливланд, Охайо, и живее на East 112th Street, която е преименувана на Steve Harvey Way през 2015 г. Той завършва гимназията Glenville през 1974 г.
Малко след гимназията той посещава държавния университет в Кент и университета в Западна Вирджиния и е член на братството Omega Psi Phi, но никога не завършва.
Докато Харви говори за преодоляването на ранните си препятствия в живота и образованието, той по-късно признава: „Това наистина хвърли живота ми в низходяща спирала и съжалявам, че не получих тази степен.“

## Начало на кариера
Харви е бил боксьор, автомобилен работник, продавач на застраховки, чистач на килими и пощальон. Той за първи път изпълнява стендъп комедия на 8 октомври 1985 г. в Hilarities Comedy Club в Кливланд, Охайо. В края на 80-те Харви е бездомник в продължение на три години. Той спи в своя Ford от 1976 г., когато не изпълнява концерти, които осигуряват хотел, и се къпе на бензиностанции или душове в плувен басейн. Рич и Беки Лис помагат на Харви през това време с договор за почистване на килими и кредит в туристическа агенция.

## Личен живот
Харви е женен три пъти и има седем деца (четири биологични деца и три доведени деца).
От първия си брак, с Марсия Харви, той има две дъщери (близначките Бранди и Карли) и един син (Бродерик Харви младши). От втория си брак, с Мери Шакълфорд, Харви има още един син на име Уинтън. Двойката се развежда през ноември 2005 г. През 2011 г. съдията от 199-ия окръжен съд, базиран в окръг Колин, Тексас, Робърт Драй, изразява загриженост относно разпространението на невярна информация за развода на Мери Харви, като съдията заявява, че тя не е останала материално лишена.
През юни 2007 г. Харви се жени за Марджъри Бриджис, която според него е отговорна за това да го направи по-добър човек и да промени живота му. Марджъри Харви е майка на три деца (Морган, Джейсън и Лори), всички от които Стив осиновява. Стив и Марджъри имат петима внуци: трима от брака на Джейсън със съпругата му Аманда, един от брака на Морган със съпруга ѝ Карим и един от брака на Карли със съпруга ѝ Бен. През 2017 г. Харви и семейството му разделят времето си между Атланта, където се излъчва неговото радиошоу и записва Family Feud, и Чикаго, където той води своето токшоу за NBCUniversal от студиото на компанията в Чикаго, въпреки че той също така води своето радио шоу там. През 2018 г. Харви премества своето токшоу, радио шоу и Family Feud в Лос Анджелис.
Харви е християнин и приписва успеха си на вярата си в Бог. Той съобщава, че е следвал веганска диета по здравословни причини и е представил обосновката за диетата си в телевизионната си програма.